# Comuna Trollhättan
Trollhättan (Trollhättans kommun) este o comună din comitatul Västra Götalands län, Suedia, cu o populație de 56.573 locuitori (2013).

## Geografie

### Zone urbane
Lista celor mai mari zone urbane din comună (anul 2015) conform Biroului Central de Statistică al Suediei:
| Nr | Zona urbană | Pop.   |
| -- | ----------- | ------ |
| 1  | Trollhättan | 48.573 |
| 2  | Sjuntorp    | 2.213  |
| 3  | Velanda     | 592    |
| 4  | Upphärad    | 572    |
| 5  | Väne-Åsaka  | 327    |

## Demografie
| \| Evoluția demografică în comuna Trollhättan, 1970–2015 \| Evoluția demografică în comuna Trollhättan, 1970–2015 \| Evoluția demografică în comuna Trollhättan, 1970–2015 \| Evoluția demografică în comuna Trollhättan, 1970–2015 \| Evoluția demografică în comuna Trollhättan, 1970–2015 \| \| ----------------------------------------------------------------------------------------------------- \| ----------------------------------------------------- \| ----------------------------------------------------- \| ----------------------------------------------------- \| ----------------------------------------------------- \| \| An \| \| \| Locuitori \| \| \| 1970 \| 1970 \| \| 48626 \| 48626 \| \| 1975 \| 1975 \| \| 50225 \| 50225 \| \| 1980 \| 1980 \| \| 49600 \| 49600 \| \| 1985 \| 1985 \| \| 49173 \| 49173 \| \| 1990 \| 1990 \| \| 51047 \| 51047 \| \| 1995 \| 1995 \| \| 52482 \| 52482 \| \| 2000 \| 2000 \| \| 52891 \| 52891 \| \| 2005 \| 2005 \| \| 53302 \| 53302 \| \| 2010 \| 2010 \| \| 55248 \| 55248 \| \| 2015 \| 2015 \| \| 57092 \| 57092 \| \| Sursa: SCB - Statistika Centralbyrån, Folkmängd efter region, civilstånd, ålder och kön. År 1968–2016 \| \| \| \| \| |      |  |           |       |
| Evoluția demografică în comuna Trollhättan, 1970–2015 |      |  |           |       |
| An |      |  | Locuitori |       |
| 1970 | 1970 |  | 48626     | 48626 |
| 1975 | 1975 |  | 50225     | 50225 |
| 1980 | 1980 |  | 49600     | 49600 |
| 1985 | 1985 |  | 49173     | 49173 |
| 1990 | 1990 |  | 51047     | 51047 |
| 1995 | 1995 |  | 52482     | 52482 |
| 2000 | 2000 |  | 52891     | 52891 |
| 2005 | 2005 |  | 53302     | 53302 |
| 2010 | 2010 |  | 55248     | 55248 |
| 2015 | 2015 |  | 57092     | 57092 |
| Sursa: SCB - Statistika Centralbyrån, Folkmängd efter region, civilstånd, ålder och kön. År 1968–2016 |      |  |           |       |